# Institut für Kriminologische Sozialforschung

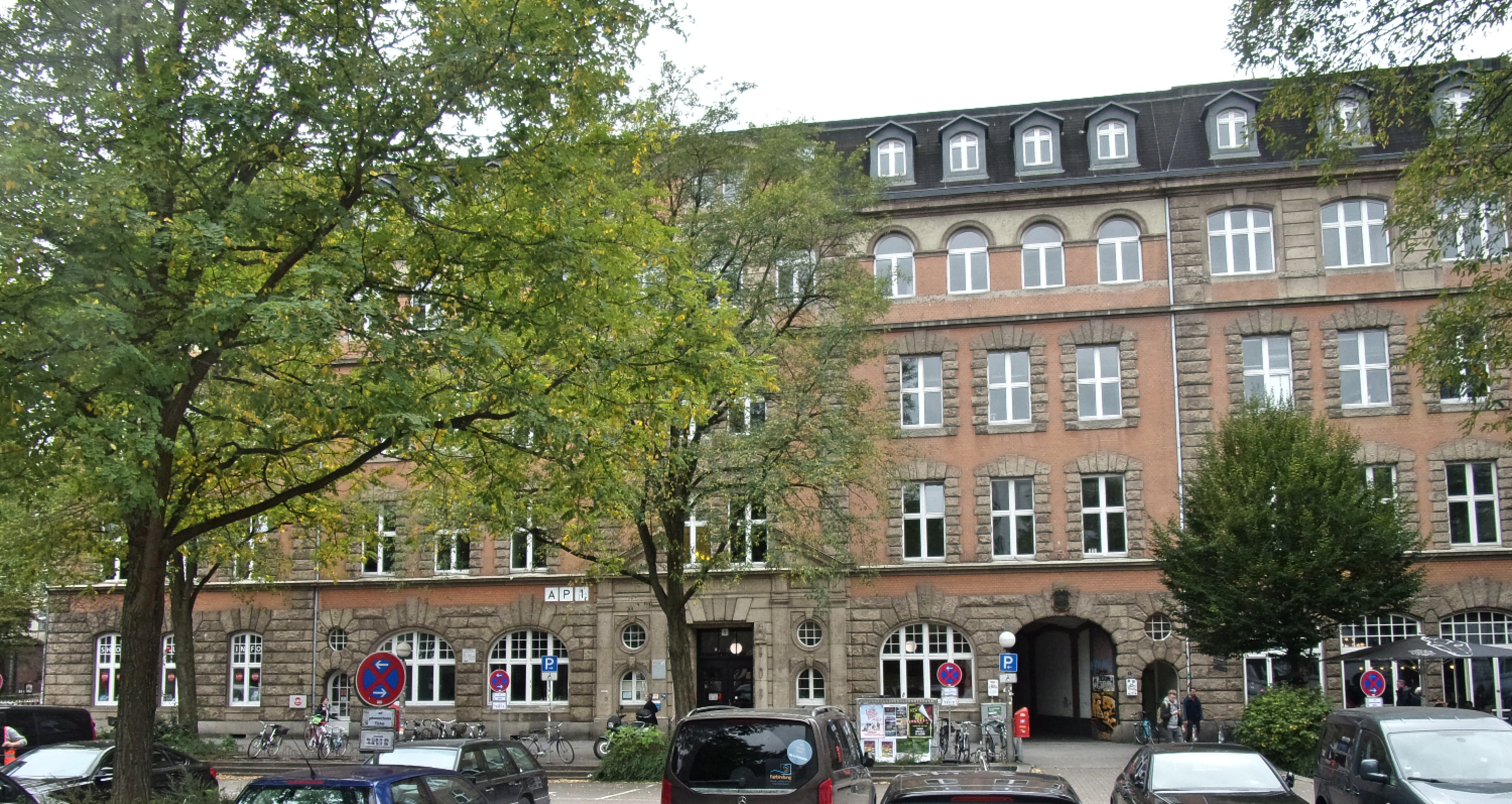
Der „Pferdestall“: das Universitätsgebäude, in dem das IKS ab dem Jahr 2002 beheimatet war

Das Institut für Kriminologische Sozialforschung (kurz IKS) an der Universität Hamburg war das einzige sozialwissenschaftlich orientierte kriminologische Institut in der Bundesrepublik Deutschland. Es wurde im Jahr 2000 am Fachbereich Sozialwissenschaften der Universität Hamburg gegründet. 2016 wurde das Institut aufgelöst und zum Fachgebiet Kriminologische Sozialforschung am Fachbereich Sozialwissenschaften der WiSo Fakultät der Universität. Auch dieses wurde zum Sommersemester 2025 aufgelöst und in das Fachgebiet Soziologie integriert.

## Zur Einordnung

Materialband für ein Seminar am IKS (Sommersemester 2005). Oben rechts sieht man das Institutslogo.

In den englischsprachigen Ländern ist es üblich, dass Kriminologie von Sozialwissenschaftlern betrieben wird; in Deutschland sind jedoch aus historischen Gründen ansonsten die kriminologischen Lehrstühle und Institute meist an den juristischen Fakultäten angesiedelt. Auch an der Universität Hamburg gibt es neben dem sozialwissenschaftlichen Fachgebiet (dem ehemaligen IKS) eine Fachgruppe Strafrecht und Kriminologie an der juristischen Fakultät mit z. Z. (2024) einer regulären Professur für Kriminologie. Die institutionelle und personelle Verankerung des IKS in den Sozialwissenschaften machte das Institut in Deutschland einzigartig. Es muss allerdings ergänzend erwähnt werden, dass kriminologische Forschung in Deutschland immer auch außerhalb des Labels „kriminologisches Institut“ oder „Lehrstuhl für Kriminologie“ betrieben worden ist. Ein Beispiel hierfür ist der überwiegend von Sozialwissenschaftlern betriebene „Arbeitskreis junger Kriminologen“. Viele Mitglieder des Arbeitskreises (wie zum Beispiel Henner Hess, der eine Professur für Sozialpädagogik hatte) hatten zwar keinen Lehrstuhl für Kriminologie inne, beschäftigten sich jedoch ganz überwiegend mit kriminologischen Themen.

## Geschichte des Instituts und der an ihm angebotenen Studiengänge

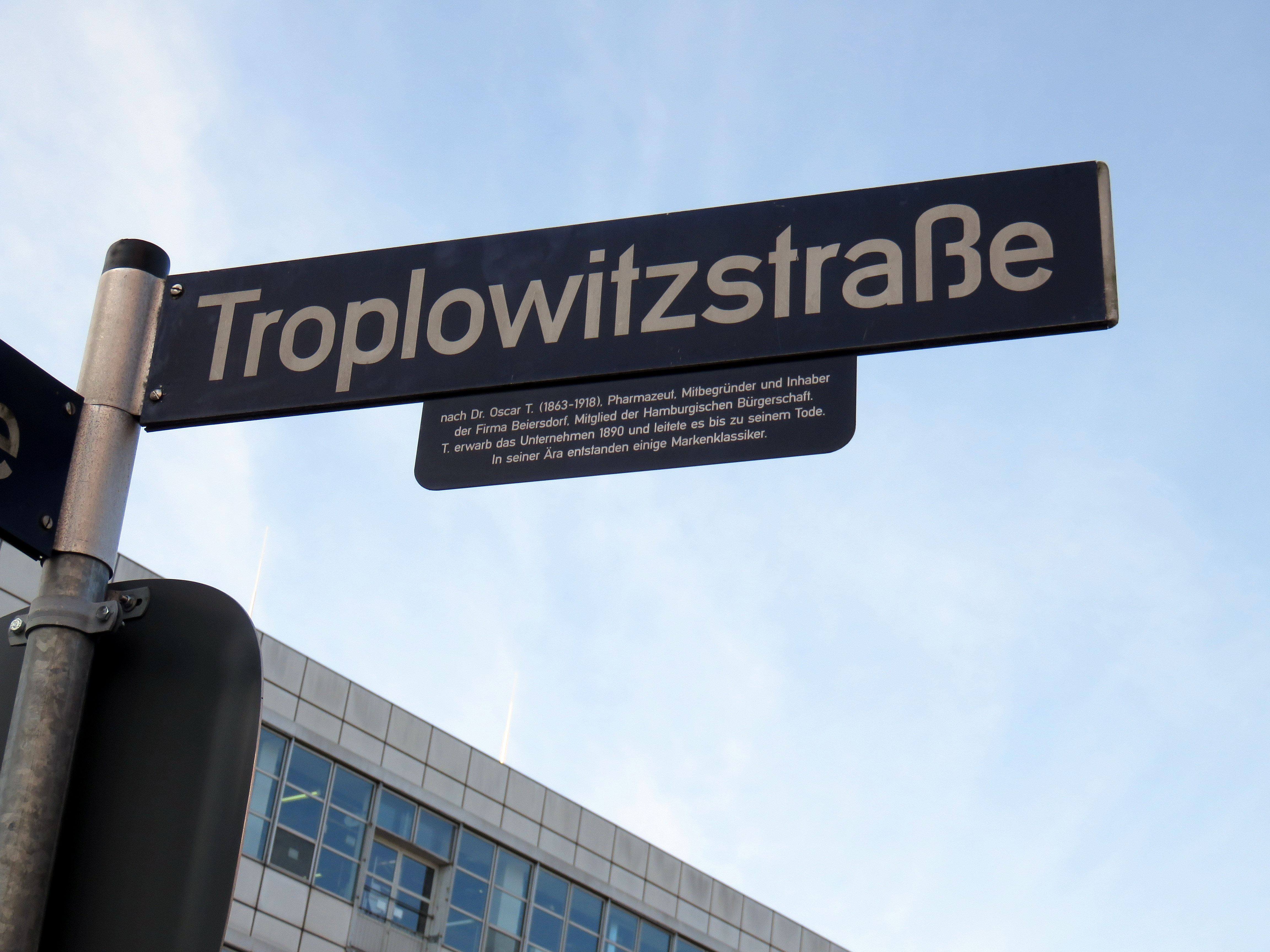
Troplowitzstraẞe, Hamburg: hier waren das Aufbau- und Kontaktstudium Kriminologie und das neugegründete IKS bis 2002 ansässig.

Die Vorgeschichte des IKS begann 1984 mit einem auf Initiative der Kriminologieprofessorin Lieselotte Pongratz eingerichteten „Aufbau- und Kontaktstudium Kriminologie“, das zwar vom Soziologen Fritz Sack geleitet wurde, aber noch dem Fachbereich Rechtswissenschaften zugeordnet war. Es handelte sich hierbei um das bundesweit erste autonome kriminologische Hochschulstudium. 1988 kam Sebastian Scheerer als zweiter ordentlicher Professor für Kriminologie hinzu. Im Jahr 2000 – genauer gesagt: ab dem 1. Oktober 2000 – wurde aus dem Aufbau- und Kontaktstudium Kriminologie offiziell das Institut für Kriminologische Sozialforschung – Aufbau- und Kontaktstudium Kriminologie und wurde organisatorisch dem damaligen Fachbereich Sozialwissenschaften zugeordnet. Nach der Emeritierung Fritz Sacks übernahm Sebastian Scheerer die Leitung des Aufbau- und Kontaktstudiums Kriminologie. Dieser wurde sodann – nach der Zuordnung zum Fachbereich Sozialwissenschaften – auch zum ersten geschäftsführenden Direktor des neu gegründeten IKS. Sowohl Fritz Sack als auch Sebastian Scheerer sind habilitierte Soziologen.
Der Standort des Instituts beziehungsweise des Vorgängers Aufbau- und Kontaktstudium Kriminologie änderte sich mehrfach. Zunächst – bis Mitte der Neunziger Jahre des 20. Jahrhunderts – befanden sich die Räumlichkeiten in der Jungiusstraße. Danach  war das Aufbau- und Kontaktstudium Kriminologie bis 2002 in der Troplowitzstraße im Stadtteil Hoheluft ansässig, wo es auch als neugegründetes IKS zunächst verblieb. Dann erfolgte der Umzug an den Allende-Platz 1 (Pferdestall).
Am IKS – wie auch zuvor bereits am Fachbereich Rechtswissenschaften – wurden bis zum Sommersemester 2004 die Studiengänge „Aufbaustudium Kriminologie“ mit dem Abschluss „Diplom-Kriminologe/Diplom-Kriminologin“ sowie das weiterbildende „Kontaktstudium Kriminologie“ angeboten. Nach der Zuordnung zum Fachbereich Sozialwissenschaften war Absolventen des Aufbaustudiums sodann auch eine Promotion (zum Dr. phil.) im Fach Kriminologie möglich. Ab dem Sommersemester 2005 wurden die beiden Studiengänge im Rahmen der Bologna-Reform auf die beiden Masterstudiengänge Master Internationale Kriminologie (120 ECTS) und Weiterbildender Masterstudiengang Kriminologie (60 ECTS) umgestellt.
Nach der Auflösung des IKS im Jahr 2016 bot zunächst das Fachgebiet Kriminologische Sozialforschung in Nachfolge des IKS die oben genannten beiden Masterstudiengänge unverändert an. Programmdirektorin und Vorsitzende des Prüfungsausschusses beider Studiengänge war Christine Hentschel.
Der Masterstudiengang Internationale Kriminologie wurde ab dem Wintersemester 22/23 eingestellt, um den Lehrbetrieb bis 2027 sukzessive abzubauen. Dies führte zu erheblichen Protesten nicht nur aus Kreisen der Kritischen Kriminologie. Auch in der allgemeinen Presse wurde die Schließung kritisch beleuchtet. Sowohl die TAZ, die den gefährdeten Studiengang als in Deutschland einzigartig bezeichnete als auch das Hamburger Abendblatt berichteten und kommentierten entsprechend.

## Forschung und Lehre

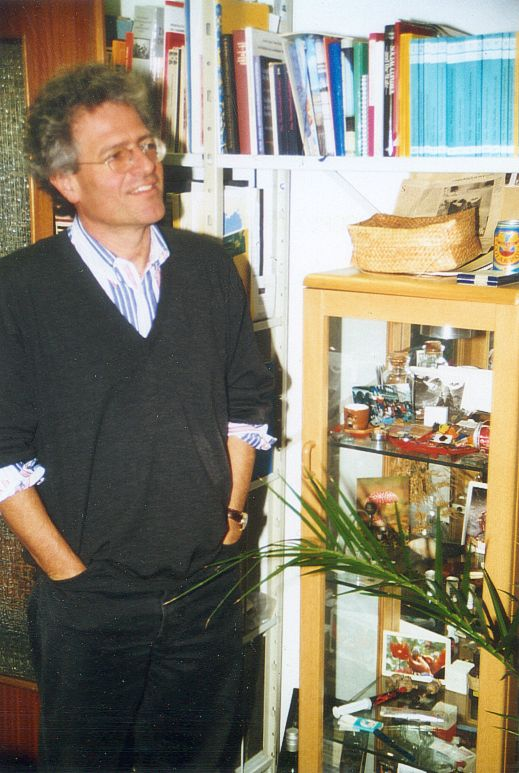
Sebastian Scheerer, geschäftsführender Direktor des IKS von 2000 bis 2016

Von Beginn an galt es als Ziel der Mitarbeiter des Aufbau- und Kontaktstudiums Kriminologie, die Kriminologie in Deutschland als eine autonome, von der Rechtswissenschaft unabhängige sozialwissenschaftliche Disziplin – Fritz Sack zufolge als eine Strafrechtssoziologie – zu etablieren. Insbesondere dürfe sich eine wissenschaftliche Kriminologie ihr Objekt (also: das Phänomen Kriminalität) nicht unmittelbar von der gesellschaftlichen, insbesondere der strafrechtlichen Praxis vorgeben lassen Da zunächst Fritz Sack die Leitung des Aufbaustudiums innehatte, stand der Etikettierungsansatz (Labeling Approach) mit Schwerpunkt auf  die  Analyse  von  sozialen  Prozessen  der  Definition,  der  gesellschaftlichen  Reaktion  und  Verarbeitung im Vordergrund. Unter der Ägide des neuen Leiters Sebastian Scheerer wurde diese Fokussierung auf die Labeling-Perspektive sodann teilweise – aber nicht vollständig – aufgebrochen und um zusätzliche Dimensionen wie die Terrorismusforschung, Phänomene der Makrokriminalität und um eine Auseinandersetzung mit dem kriminologischen Abolitionismus erweitert. Die ebenfalls am Institut tätige Susanne Krasmann – zunächst als wissenschaftliche Mitarbeiterin, später als Professorin – brachte Forschungen zu den Themenfeldern Recht und Wissen, Critical Security Studies, Sichtbarkeitsregime, Kontrolltechnologien & Gouvernementalität der Gegenwart in die Arbeit des Instituts mit ein.
In der Lehre waren das Aufbaustudium Kriminologie wie auch der Nachfolgestudiengang Internationale Kriminologie zuletzt um die beiden Themenschwerpunkte Policing und Gewalt unter der Perspektive „Governing Security“ herum konzipiert.
Im Rahmen von DFG-Forschungsprojekten wurden von den Institutsdirektoren und am Institut tätigen Professoren zuletzt u. a. folgende Themenfelder erforscht:
- Franz Exner (1881–1947) und die deutsche Kriminologie in der ersten Hälfte des 20. Jahrhunderts[29]
- Der „überwachte“ Bürger zwischen Apathie und Protest. Zur Genese neuer staatlicher Kontrolltechnologien und ihren Effekten auf Einstellungen und Verhalten der Bevölkerung[30]
- Punitivität – Erscheinungsformen und Genese[31]
- „Biometrie als ‚soft surveillance’. Die Akzeptanz von Fingerabdrücken im Alltag“[32]